# Symfonie nr. 1 (Joseph Haydn)
De Symfonie nr. 1 is de eerste symfonie van Joseph Haydn, voltooid in 1757 in Lukaveč. Haydn zelf bestempelde dit werk als zijn eerste symfonie en bracht het werk in verband met zijn aanstelling bij graaf Morzin.

## Bezetting
- 2 hobo's
- 2 fagotten
- 2 hoorns
- Strijkers
- Klavecimbel

## Delen

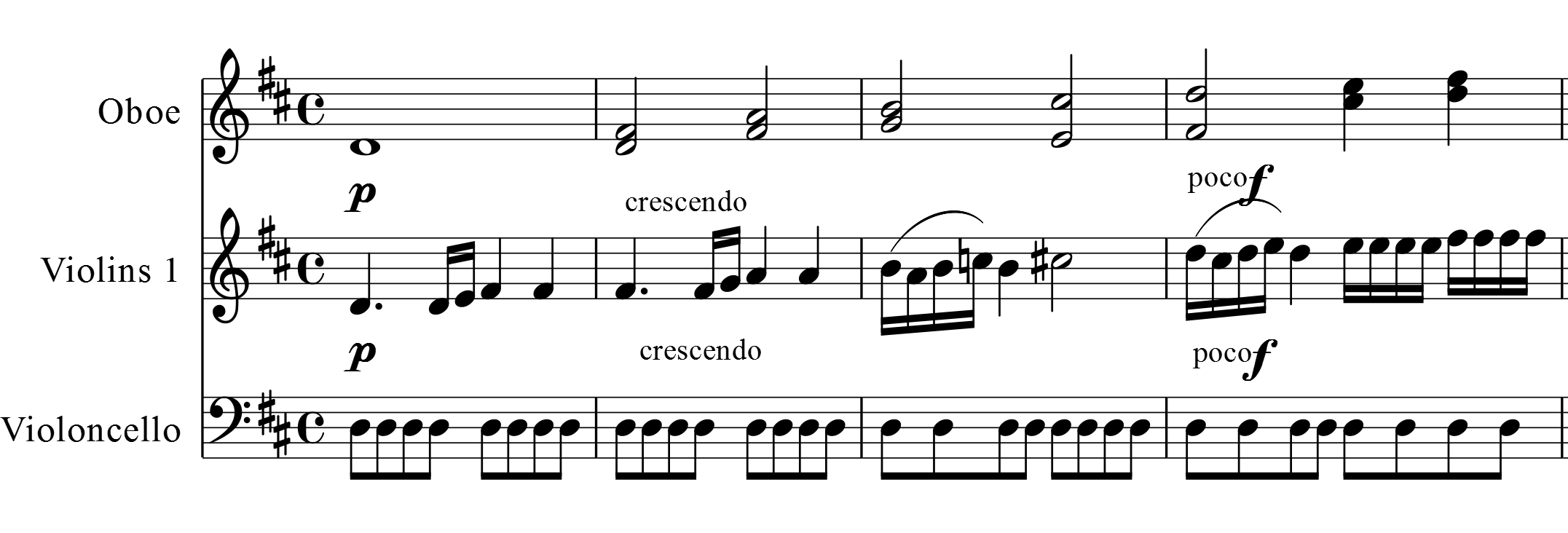
Het begin van het eerste deel

Het werk bestaat uit drie delen:
1. Presto
2. Andante
3. Presto

1 · 2 · 3 · 4 · 5 · 6 (Le Matin) · 7 (Le Midi) · 8 (Le Soir) · 9 · 10 · 11 · 12 · 13 · 14 · 15 · 16 · 17 · 18 · 19 · 20 · 21 · 22 (De Filosoof) · 23 · 24 · 25 · 26 (Lamentatione) · 27 · 28 · 29 · 30 (Halleluja) · 31 (Hoornsignaal) · 32 · 33 · 34 · 35 · 36 · 37 · 38 (Echo) · 39 · 40 · 41 · 42 · 43 (Mercurius) · 44 (Treursymfonie) · 45 (Afscheidssymfonie) · 46 · 47 (Palindroom) · 48 (Maria Theresia) · 49 (La Passione) · 50 · 51 · 52 · 53 (L'Impériale) · 54 · 55 (De schoolmeester) · 56 · 57 · 58 · 59 (Vuursymfonie) · 60 (Il distratto) · 61 · 62 · 63 (La Roxelane) · 64 (Tempora mutantur) · 65 · 66 · 67 · 68 · 69 (Laudon) · 70 · 71 · 72 · 73 (La chasse) · 74 · 75 · 76 · 77 · 78 · 79 · 80 · 81

88 · 89 · 90 · 91 · 92 (Oxford)

- Gemeinsame Normdatei: 300287429
- Library of Congress Control Number: no92006206
- MusicBrainz work: 8347af2b-2767-4785-856b-39e070e5409f
- Nationale bibliotheek van Australië: 36004737
- Nationale Bibliotheek van Israël: 987007427705605171
- Virtual International Authority File: 175992178